# Roger Lacroix
Roger Louis Lacroix (* 24. Februar 1928 in Briançon, Département Hautes-Alpes; † 16. Oktober 2016 in Paris) war ein französischer Bauingenieur.

## Leben
Lacroix studierte ab 1946 an der École polytechnique und der École nationale des ponts et chaussées (Abschluss 1951). Danach war er sechs Jahre Ingénieur des Ponts et Chaussées, bevor er vier Jahre die technische Abteilung des Ölkonzerns Total leitete. Danach war er vierzehn Jahre technischer Manager der Baufirma Société Générale d’Enterprises und ab 1974 Leiter eines Ingenieurbüros (SFP). Ab 1976 war er Vizevorsitzender der Sea Tank Company und 1981 bis 1982 Vorsitzender der Sogelerg Structures. Er war später neben seiner Arbeit als beratender Ingenieur Professor für Stahl- und Spannbeton an der École nationale des ponts et chaussées und dort Leiter der Abteilung Bauingenieurwesen. Lacroix war im Conseil General des Ponts et Chaussées. Zuletzt beriet er Freyssinet als Berater.
1994 erhielt er den Albert-Caquot-Preis und 1986 die Freyssinet-Medaille. 1990 wurde er in die National Academy of Engineering aufgenommen für Pionierleistungen bei Reaktordruckbehältern aus Spannbeton, Offshore-Bauwerken und Brücken. Zu seinen teilweise futuristischen Designprojekten zählen Pläne für den Kanaltunnel nach England, eine Brücke über die Meerenge von Gibraltar und das Gezeitenkraftwerk La Rana.
Er war Präsident der fip, deren fip-Medaille er 1986 erhielt, und Ehrenpräsident der Gesellschaft französischer Bauingenieure (AFGC) und Präsident der Association Frangaise pour la Construction. Lacroix war Offizier der Ehrenlegion und des Ordre national du mérite, Chevalier des Arts et Lettres.

## Schriften
- mit Albert Fuentès: Le Projet de béton précontraint, Paris: Eyrolles 1981.
- mit Albert Fuentès, Henri Thonier: Traité de béton armé, Cours de l’École nationale des Ponts et Chaussées, Paris: Eyrolles 1982.